# Ljubljansko Posavje
Ljubljansko Posavje je skupno ime za vasi ob reki Savi in so v neposredni bližini mesta Ljubljane. S tem imenom se označuje vasi Kleče, Savlje, Spodnje Savlje, Ježica, Mala vas, Črnuče, Stožice, Tomačevo in Jarše. Ime se je v preteklosti uporabljalo precej pogosteje, dokler so naselja ohranjala svojo identiteto. Po drugi svetovni vojni so se naselja pričela stapljati z mestom, ime pa se je ohranilo predvsem v imenovanju četrtne skupnosti Posavje, ki vključuje Stožice, Kleče, Savlje, Malo vas, Ježico in blokovsko naselje BS 7.

## Zgodovina
Ljubljansko Posavje so poimenovali Ljubljančani, ki so radi hodili ob nedeljah in praznikih tja na sprehode. Zaradi pomembnega prehoda čez Savo, ki se ga je dalo tako dobro braniti, je bilo Posavje že zelo zgodaj poseljeno. Preteklost Posavja je kulturno in politično tesno povezana z nastankom Ljubljane, ki je prvič omenjena v virih 12. in 13. stoletja. Naselja na ljubljanskem polju ali ljubljanskem Posavju so omenjena že v 13. in 14. stol. Savlje (Sevlach 1282), Kleče 1359 (Gletschbach ali morda Gletschach, v Klečah!), Ježica  (Jessitz 1363) in konkretneje tudi Jesicha bei sand Jurigen (pri sv. Juriju v Stožicah), Stožice 1451, Črnuče (1322 Ztermitss) in 1403 ko se omenja srednjeveški brod čez Savo, Tomačevo (1430 Tomatsch), Jarše (1430). Zanimivo da se najprej omenja vasi na saveljski ježi v severozahodni polovici današnjega ljubljanskega polja. V srednjem veku so imeli Ljubljanski meščani posestva tudi na Posavju, letni sejmi pa so skrbeli za redne trgovske stike s podeželjem. Trnovčani (kmetje) so imeli njive tudi v Posavju, Posavci pa so imeli svoje zemljiške parcele v Mestnem logu, kjer so bili hrastovi gozdovi, ki jih v Posavju ni bilo. 
Leta 1515 so na slovenskem potekali kmečki upori. Takrat se je aprila na Ježici, kjer je danes kopališče, zbralo pet ali šest tisoč kmetov. O tem priča plošča, ki je vzidana v nekdanje Šternovo kopališče. Na pogajanja s kmeti so prišli tudi cesarski komisarji, ki jih je vodil štajerski deželni glavar Sigmund Dietrichstein. Ti so poskušali odvrniti kmete od uporov, saj je prihajalo že do nasilnih dejanj. To jim ni uspelo in prišlo je do velikih kmečkih uporov.
V dobi protestantizma se je v Posavju ohranila katoliška vera. Posavje je bilo vključeno v šempetrsko faro (fara sv. Petra), ki je imela široko območje, ves svet v porečju Ljubljanice od Vrhnike do Zaloga. Posavje je bilo močno vezano na mesto (gospodarsko), v Mali vasi je bila pristava Khislov, gospodarjev gradu Fužine (danes gostilna pri Ruskem carju) – Khisli so bili veliki pospeševalci protestantizma, zlasti vsega protestantskega tiska. Velik napredek v kulturnem razvoju Posavja je ustanovitev fare na Ježici, ob njej pa tudi nove šole. Leta 1787 je Ljubljanski gubernij dal dovoljenje za ustanovitev male fare ali lokalije na Ježici, tedaj so vasi Ježica, Savlje, Mala vas, Kleče, Stožice imele skupno 123 hiš in 776 prebivalcev.

### 2. svetovna vojna
Ježico je 11. aprila, leta 1941 zasedla italijanska vojska. Domačini so v petek zvečer ob pričakovanju zasedbe nemške vojske, presenečeno opazovali italijanske vojake, ki so z motorji pridrveli na Ježico in se ustavili pred črnuškim mostom. Nosili so čelade, pokrite s šopom črnobarvnega petelinjega perja. Za njimi je prišlo drugo italijansko vojaštvo in zasedlo Ježico do Save. S črnuške strani pa so se na mostu pojavili Nemci. Tako je nastala na črnuškem mostu italijansko nemška meja. Meja takrat še ni bila načrtno določena. Šele konec septembra so mejo premaknili s črnuškega mostu med Plevnovo in Janezovo hišo na Ježici, ki je potekala naprej po spodnjem polju, imenovanem Prod. Na omenjenem polju so Nemci zgradili »nemško cesto« in novo železniško zvezo z gorenjsko železnico mimo Črnuč do Laz. Mejo pod Savljami in Klečami so Nemci opremili z žičnimi ovirami, minskimi polji in visokimi stražarskimi stolpi, ki so ponoči osvetljevali mejno področje. Glavni mejni prehod je bil na Ježici, na prostoru kjer je sedaj avtobusno obračališče. Tu sta ostala še oba obmejna objekta. Med leti 1941 – 1943 je bila italijanska vojska na Ježici kar številčna. Štela je 300 mož. Sestavljali so jo fašisti, alpinci in druge pešadijske enote. Svoja bivališča so imeli v objektih Šternovega kopališča, na kegljišču in v gostilni pri Florjančku, v Prosvetnem domu na Ježici, krajši čas v Sokolskem domu v Stožicah, v Savljah v gospodarskem poslopju pri Goršču, mejni organi pa v tovarni pri Vidmarju in deloma v Klečah pri Mrharju.
7. septembra 1941 zvečer so v Mali vasi v bližini nekdanje trgovine pri Špornu, štirje mladi SKOJevci: Adrijan Kumar, Jože Kališnik, Lojze Gogala in Miro Kos izvedli prvo oboroženo akcijo na Ježici. Ko so srečali nočno patruljo mejnih finančnih miličnikov italijanske vojske, so nanjo začeli streljati. Dva mejna miličnika sta bila težko ranjena. Ta dan je Ježica leta 1955 sprejela za svoj krajevni praznik. Med vojno(?) sta na Ježici 96 stanovala tudi Pepca in Edvard Kardelj v letih 1937-38. Spomladi leta 1942 pa je pod imenom Andrej Nikolić krajši čas tu bival tudi Ivan Maček- Matija.
V drugi polovici leta 1943, po kapitulaciji Italije je italijanska vojska zapustila ježensko občino in ljubljansko Posavje. Prišli so Nemci in zavzeli italijansko fašistično oblast v Ljubljani. Po zasedbi Nemčije je bilo ustanovljeno domobranstvo. Sprejeta je bila odločitev da bo na Ježici nastanjen 1. vod 14. čete, ki je imela sedež v Polju in je spadala v 1. bataljon. Na Ježici so se domobranci nastanili 19. septembra 1943 v Erjavčevi hiši 46, kjer je bila prej italijanska karabinjerska postaja.
Jeseni 1944 in na pomlad 1945 so jate letalskih zavezniških sil preletavale tudi Ljubljano in njeno okolico. Številne nemške čete so zasedle ljubljansko Posavje. Posamezni deli vojaštva so zasedli stanovanja najprej naših družin, da bi jih kontrolirali. 21. februarja 1945 je zavezniško letalstvo povsem slučajno bombardiralo Kleče in napravilo precejšnjo škodo Kocjanu Zatlerju v Klečah št. 4. V Vidmarjevi tovarni v Savljah so delavci in delavke pripravljali vrsto zastav, zastavic in transparentov v pozdrav Titovi osvobodilni vojski. 
Po koncu vojne so se 9. in 10. maja 1945 številni posavski borci vračali domov. Ježica in sosednje vasi so bile že okrašene z zastavami, napisi, spomladanskim cvetjem. Že naslednji teden in pozneje so se začela javna zborovanja v mestu in po vaseh. Velik partizanski miting je bil v nedeljo proti koncu maja na dvorišču in vrtu nekdanje gostilne Pri ruskem carju. Nastopili so tudi domači kulturniki z majhnimi ansambli, kjer je sodeloval tudi Vinko Snoj, ki se je že od leta 1944, čeprav vojni invalid, pripravljal in zbiral ljudi za nastop, ko bo zasijala svoboda. Na tem mitingu so nastopali tudi domači govorniki, aktivisti, politkomisarji in komandirji. Sodelovala je tudi šolska mladina. To je bilo veselje, ki je trajalo od popoldneva v pozen večer.

### Obdobje komunizma in socializma
Od osvoboditve Ljubljane 9. maja 1945, so odbori OF dokončno prevzeli v mestu in na Ježici vso oblast. Že 16. maja so bile volitve v četrtne odbore OF in volitve delegatov za mestni odbor OF. Ljubljana je bila takrat razdeljena na sedem rajonov in 35 četrti. Pred volitvami v Narodnoosvobodilne odbore julija 1945 pa so Ljubljano razdelili na 10 četrti (Center, Bežigrad, Ježica, Moste, Poljane, Rakovnik, Šiška, Šentvid, Tabor in Vič), s katerimi so zamenjali tedanje rajone in četrti. Na Ježici je postal prvi predsednik četrtnega NOO Jože Rozman, mali kmet in nekdanji strojnik kmetijske zadruge, tajnik pa Lojze Jernejc, predvojni komunist, aktivist OF in interniranec. Na Ježici je bila organizirana tudi postaja narodne milice. Od aprila do novembra 1947 je bil reorganiziran in razdeljen mestni ljudski odbor, ki ga je vodil Boris Cunder, aktivist iz domačiji Pri ruskem carju. Za tajnika je bil postavljen Stane Dovč iz Tomačevega, aktivist OF.
Dunajsko cesto, kasneje Tyrševo, je z obeh strani obdajal lep lipov in kostanjev drevored, ki sta s košato senco pokrivala oba pločnika, služila sta eden kolesarjem in mlekaricam, drugi pa pešcem. Najlepše je bilo takrat ko so cvetele lipe in kostanji. Cesta je bila ob robu obložena s tipičnimi obcestnimi poševnimi velikimi kamni, med njimi pa je bil jarek za odtok vode, v katerem so cestarji lepo nameščali kupe gramoza za posipanje ceste. Cestarji so s ceste grabili blato v kupčke in zasipali jame na cesti z gramozom. 
Leta 1946 so začeli obnavljati nekdanjo Dunajsko cesto, takrat so posekali oba drevoreda, odkopali vse obcestne kamne, odstranili telefonske drogove, položili telefonske kable, kanalizacijo, robnike ob pločnikih in tlakovali cestišče. Pločniki so ostali le popeskani. Pri gradbenih delih so delali tudi nemški ujetniki. Cesta je bila obnovljena do Ruskega carja, proti Ljubljani pa do nekdanje artelerijske vojašnice. Preimenovali so jo v Titovo cesto, ki je bila izročena prometu 11. decembra 1946, ko jo je svečano odprl Tomo Brejc, minister za delo LRS. Po tej cesti je začel redno voziti mestni avtobus, kasneje leta 1958, pa trolejbus, ki so ga ukinili leta 1968. Nekako v tem času so uredili tudi pločnike ki so jih asfaltirali.
Takoj po osvoboditvi leta 1945 so svojci padlih partizanov in drugih žrtev NOB z Ježice ustanovili odbor za prevoz padlih borcev. Odbor, ki mu je predsedoval Otmar Kolenc iz Stožic, se je lotil tudi gradnje skupne grobnice za prekopane borce. Odbor je že 4. novembra organiziral pogreb 12 padlih borcev, katerih posmrtne ostanke so pokopali na Dolenjskem in Gorenjskem ter jih pripeljali v Stožice. Idejno zasnovo za celotno partizansko pokopališče s partizansko grobnico kot spomenikom NOB je napravil ing. arhitekt Ivo Spinčič iz Bežigrada. Gradbena dela za grobnico je prevzel zidarski mojster Ivan Erjavec z Ježice. Oktobra 1946 je odbor organiziral svečan prenos krst iz začasnih grobnic in jih položil v novozgrajeno grobnico. Tedaj so v novo grobnico poleg 12 položili k počitku še osem prekopanih borcev, domačinov in štiri neznane borce 29. Hercegovske divizije, ki so po osvoboditvi umrli v Savljah, kjer je bila začasna vojaška bolnišnica v tovarni Tonosa. Temeljni kamen za spomenik – obelisk so položili leta 1948, vse pa je bilo zgrajeno leta 1950. Tedaj je odbor za prevoz padlih borcev celotni objekt predal odboru krajevnega združenja borcev NOB Danile Kumar, ta pa je imenoval pododbor, ki je prevzel celotno skrb za vzdrževanje grobnice.
V 70-letih prejšnjega stoletja so v bližini vasi zgradili veliko, takrat največjo blokovsko sosesko imenovano Bežigrajska soseska 7 (BS 7), pogovorno soseska Ruski car.

## Ureditev
V drugi polovici 19. Stol. je ozemlje Posavja sodilo pod okrajno glavarstvo Ljubljana-okolica. Leta 1850 so bile pod občino Ježica združene vasi Ježica, Mala vas, Savlje, Kleče, Stožice Tomačevo in Jarše. Leta 1933 je bila občini Ježica priključena občina Črnuče z vasmi Dobrava, Ježa, Nadgorica, Brod in zaselkoma Gmajna in Podboršt. Leta 1935 so bile občini Ježica odvzete Savlje in Kleče, manjši del Tomačevega in večji del Stožic, ki so jih priključili mestni občini Ljubljana. Del Jarš (Nove Jarše) pa je bil priključen občini Moste. Po letu 1945 so nastale nove politično upravne enote, rajoni. Ljubljana je bila takrat razdeljena na sedem rajonov in 35 četrti. Bežigrajski rajon je bil razdeljen na 4 četrti. Leta 1947 je bil povečan in se preimenoval v II.rajon Bežigrad- Šiška s krajem Ježica. Leta 1955 je bila ustanovljena občina Ljubljana Črnuče iz delov leta 1952 osnovanih občin Črnuče, Dolsko in Polje. Vasi na južni strani Save so pripadle občini Ljubljana – Bežigrad. Leta 1961  je občina Ljubljana-Črnuče prenehala obstajati saj se je združila z občino Ljubljana-Bežigrad. Slednja je bila leta 1962 razdeljena na 8 stanovanjskih skupnosti, med njimi so bile Ježica, Stožice in Črnuče. Te so se kasneje še ločile. Leta 1964 so bile ustanovljene krajevne skupnosti Savlje-Kleče, Posavje in Tomačevo-Jarše. Največje med njimi je bilo Posavje pod katerega so spadale Ježica, Mala vas in Stožice. Po letu 2001 so z združitvijo nekdanjih krajevnih skupnosti: Krajevne skupnosti Ježica, Krajevne skupnosti Stožice, Krajevne skupnosti Savlje Kleče, Krajevne skupnosti 7. september in Krajevne skupnosti Urške Zatler, ustanovili četrtno skupnost Posavje. Severno od Save je istega leta nastala četrtna skupnost Črnuče.

## Demografija
1787
Kleče – 17 hiš – 112 prebivalcev
Savlje – 31 hiš – 201 prebivalcev
Ježica – 32 hiš -172 prebivalcev
Mala vas – 17 hiš -115 prebivalcev
Stožice – 26 hiš – 176 prebivalcev
1825
Kleče – 19 hiš 
Savlje – 42 hiš 
Ježica – 38 hiš 
Mala vas – 19 hiš 
Stožice – 31 hiš 
Tomačevo – 37 hiš
Do leta 1953 se je rast prebivalstva izjemno povečala: Kleče – 40,0 %
Savlje – 112,4 %
Ježica – 170,5 %
Mala vas – 270,7 %
Stožice – 226,9 %
Tomačevo – 39,6 %
Črnuče - 416 %
Jarše - 306,0 %
V 60ih in 70ih letih je prebivalstvo še hitreje naraščalo, zaradi gradenj stanovanjskih in blokovskih sosesk. Priseljevati so se začeli tudi ljudje iz drugih republik Jugoslavije. Leta 1972 je v občini Bežigrad, kamor so spadale vasi Posavja, živelo 3.953 pripadnikov drugih narodnosti in leta 1981 6.902, občina pa je vsega skupaj štela 46.062 prebivalcev.
Leta 2013 je v četrtni skupnosti Posavje živelo 9.547 prebivalcev.

## Meje vasi
Vasi Posavja so se nekoč jasno ločile ena od druge. Bile so strnjene med njimi pa so se nahajali travniki in njive tako da je bila meja očitna. S pospešeno gradnjo stanovanjskih objektov so se te meje, predvsem po 2. Svetovni vojni, zabrisale. 
Kleče in Savlje sta v preteklosti obsegali le tiste dele kjer danes najdemo ohranjena stara jedra. Med omenjenima vasema so bile njive. Na franciscejskem katastru je to območje omenjeno kot Nivach (na njivah). Na tem območju so po drugi svetovni vojni zrasle nove hiše. Danes mejo lahko določimo nekako po cesti Urške Zatlerjeve. Kleče so edina izmed vasi v Posavju, ki v celoti ležijo na Ježi. Savlje so sprva ležale v celoti na ježi, kasneje v 18. Stoletju so začele nastajati tudi Spodnje Savlje s posameznimi hišami. Danes jih je že veliko.
Med Savljami in Ježico je potekal daljši pas njiv imenovan Spodnje njive. Ta prostor je obsegal celotno območje od današnjega jedra Savelj pa do cerkve na Ježici. Danes ju loči samo kamniška proga ter manjši park, ki daje občutek prekinjenosti naselja.
Jedro Ježice je potekalo po južni strani današnje ulice Danile Kumar, med tem ko so bile hiše, ob ulici ki se ji danes reče Ježica, precej redke. Posamične hiše so stale le na križišču z Dunajsko cesto. Proti Savi pa so segale le do nekdanje gostilne pri Alešu. Na mestu današnje Avtošole Ježica pa je že od postavitve starega mostu stala mitnica, kjer so pobirali mostnino.
Med Ježico in Malo vasjo so bile njive in travniki. Zgornji del Male vasi se je pričel pri današnjem Ruskem carju in po ježi navzdol potekal do ceste, ki se ji danes reče Pod klancem.
Malo vas ter Stožice so ločile njive. Območje se je imenovalo Pod cerkvijo. Ta del se je do danes skorajda ohranil, če izvzamemo območje na ježi, ki je bilo pozidano in kjer se danes nahajajo novejši bloki. Ta zeleni del mesta še danes loči obe naselji. Kljub temu so bile v nedavni preteklosti že ideje o pozidavi tega območja. Današnja Stoženska ulica poteka tam kjer so bile stare Stožice v preteklosti. Meja med Ježico, Malo vasjo in Stožicami pa se je popolnoma zabrisala na zahodnem delu Dunajske ceste, kjer so se po drugi svetovni vojni gradila nova stanovanjska in blokovska naselja na nekdanjih travnikih in njivah. Tako bi naj del južno od Bratovševe ploščadi spadal pod Stožice. Nove Stožice pa naj bi potekale južno od obvoznice proti Bežigradu, kjer so bili nekoč samo travniki in njive.
Tomačevo je od ostalih vasi jasno ločeno še danes, obdano z Ljubljansko obvoznico in Savo. Danes se je naselje precej povečalo, nekdaj pa je vas stala samo tam kjer je še danes videti staro vaško jedro. Meja se počasi briše le s sosednjo vasjo Jarše, ki pa je danes še dokaj vidna, saj ju ločijo njive in travniki.

## Praznovanja
Posavsko štehvanje - stara ljudska igra, ki izvira iz Ziljske doline na avstrijskem koroškem. Začetki v Ljubljani segajo v leto 1935, ko je etnomuzikolog France Marolt to konjeniško igro želel pokazati na folklornem festivalu v Ljubljani. Zanjo je navdušil fante iz vasi ljubljanskega Posavja: iz Kleč, Savelj, Ježice, Stožic in Male vasi, ki so veljali za dobre jahače in rejce konj. Na začetku so igro prirejali na različnih delih okolice Ljubljane v času vojne pa je povsem zamrla. Leta 1954 so igro zopet obudili in priredili tekmovanje v Savljah. Od takrat se igro prireja vsako leto, prizorišča pa se na več let menjajo, tokrat samo v mejah Ježice, Savelj in Kleč. Tekmovanje poteka v juniju.
Igra poteka tako, da se v tla zabije lesen drog, na katerega se povezne lesen sodček obit z leskovimi obroči. Fantje nato jezdijo mimo v gorenjski narodni noši in zbijajo sodček s posebnimi kovinskimi kiji. Fantje ob razbijanju soda zbirajo točke. Zmagovalec je tisti, ki zbere največ točk. Igra ima tekmovalni značaj in poteka nekoliko drugače kot v Ziljski dolini. Leta 2012 je bila vpisana v Register žive kulturne dediščine.
Gasilska veselica – veselica se večinoma odvija konec maja. Po letu 2012 se je po dolgoletnem premoru odvila prva veselica. Od takrat se prireditev odvija vsako leto. Leto 2015 je bilo še toliko bolj posebno, saj je organizatorjem uspelo privabiti najbolj priljubljen narodno zabavni ansambel v Sloveniji, Modrijane.
Verski prazniki – v sklopu cerkve sv. Kancijana, ki stoji v vasi se odvijajo vsakoletna, običajna praznovanja katoliške verske skupnosti, junija pa se priredi veselico v sklopu farnega dne.
7. september – vsako leto na omenjeni datum poteka v parku 7. september (za Ruskim carjem) spominska slovesnost v počastitev domačinov, ki so se prvi uprli italijanski okupaciji oz. fašizmu v drugi svetovni vojni.
Dan sosedov - celodnevni dogodek v septembru, katerega organizira Svet Četrtne skupnosti Posavje. Leta 2015 je dogodek potekal v centralnem parku med Mucherjevo ulico in Glinškovo ploščadjo. Poleg športnih aktivnosti in dobre, lokalne hrane so nastop popestrili ulični igralci, poniji ter Fake Orchestra in raper Trkaj.

## Sociologija
Življenje v tem kraju je bilo do začetka 20 stoletja predvsem ruralno, malo pred prvo svetovno vojno pa je začelo spreminjati ta značaj, po izgradnji ogromnega blokovskega naselja v 70 letih na Ježiških in Stoženskih travnikih pa se je Ježica tako praktično povezala z mestom Ljubljano in prišlo je do stika ruralnega življenja z urbanim. Leta 2010 je bila narejena raziskava o videnju tega prostora med tukajšnjimi prebivalci. Opaziti je bilo velike razlike med prebivalci vasi in blokovskih naselij….
Vasi leže približno pet kilom etrov severno o d središča Ljubljane, razložene na robu
savske terase in na ravnini pod njo v višini struge rek e Save. Njihov prvotno kmečki 
značaj se je s priseljevanjem delavskega in uradniškega prebivalstva začel sprem injali
že pre d 1. svetovno vojno, še bolj pa med obema svetovnima vojnama, dokler se v
desetletjih po 2. svetovni vojni ni skoraj povsem izgubil, saj je število kmetov izredno
upadlo in so ti danes v manjšini. Vasi so v jedru, razen Zgornjih Stožic, večinoma
ohranile kmečko podobo , njihovo ime pa nosi sedaj ena od ulic, navadno tista, kjer je
nekdanja vas najbolj razpoznavna. Nekaterih hiš ni več, ker so jih podrli in ponekod na
njihovem mestu zgradili nove, druge so delno obnovljene, mnoge pa propadajo, ker
njihovi lastniki nimajo naslednikov ali so si ob njih zgradili nove, starih pa ne vzdržujejo
več. Navedene vasi so nazoren primer umirajočih kmečkih naselij na robu velikega
mesta, saj nove enodružinske hiše in stanovanjski bloki, ki se vrivajo vanje, domačijam
jemljejo življenjski prostor in se tako vasi spreminjajo v brezlična predmestja z nizko
stopnjo urbanistične urejenosti.

## Jezik
Jezik najstarejšega avtohtonega prebivalstva pripada gorenjskemu narečju z močnimi vplivi nekdanjega pogovornega jezika Ljubljane, ki so uporabljali veliko poslovenjenih nemških besed. Danes prevladuje ljubljanski pogovorni jezik. S spreminjanjem le tega skozi desetletja, ohranjajo vasi delno govorico prejšnje generacije. Starejši ljudje še uporabljajo nekatere značilnosti nekdanjega narečja, kakšno besedo prenesejo tudi na mlajše. Ljubljanski sleng, ki se je razpasel v bližnjih blokovskih naseljih, pa nekako ne prodre v omenjene vasi. 
V originalni govorici navedenih vasi je bila izredno močna vokalna redukcija. Končni vokali v mestniku onemijo, npr. Par Aleš = Pri Alešu, Par Kuvač = Pri Kovaču, ali pa preidejo v polglasnik, npr. Par Cündra = Pri Cundru, Par Plevna = Pri Plevni, Par Štafka = Pri Štefku. Enako onemi končnica i, v imenovalniku množine svojilnega pridevnika moškega spola, npr. Klamenov = Klemenovi, s čimer se izenačita imenovalnika ednine (Klamenov) in množine svojilnega pridevnika moškega spola. Podobnost pa je navidezna, kajti razlika se pojavi v izgovoru, z onemitvijo končnice se v imenovalniku množine rastoča intonacija naglašenega
samoglasnika spremeni v padajočo. Nenaglašena samoglasnika a in e praviloma preideta
v polglasnik, npr. Par Badinc = Pri Bedincu, Par Baron = Pri Baronu, medtem ko
nenaglašeni o preide v u, npr. Par Guriška = Pri Gorišku. Naglašeni i pred r preide v
ozki e, npr. Par Kušerja = Pri Koširju. Zveneči soglasnik g se v navedenih vaseh pri
domačinih izgovarja spiratorno, npr. Par Hoyalna = Pri Grogeljnu.